# Telesfor (papież)
Telesfor (ur. w Grecji, zm. ok. 138 w Rzymie) – święty Kościoła katolickiego i Cerkwi prawosławnej, 8. papież w okresie od ok. 125 do ok. 138.

## Życiorys
Telesfor był Grekiem. Greckie imię Telesfor jest tłumaczone jako doprowadzony do doskonałości. Zanim został papieżem miał być anachoretą czyli pustelnikiem, co jednak nie jest pewne.
Kierował kościołem przez 11 lub 13 lat. Z pewnością zginął śmiercią męczeńską pod koniec panowania cesarza Hadriana. Przypisywano mu dekret polecający odprawianie przez każdego kapłana trzech mszy św. w uroczystość Bożego Narodzenia. Według Liber pontificalis, Telesfor wprowadził w kościele 40-dniowy post przed Wielkanocą, zwyczaj odprawiania w noc Bożego Narodzenia mszy św. nazwanej „pasterką”, a także śpiewanie hymnu Gloria, jednak niektórzy historycy kwestionują autorstwo Telesfora w zakresie tych postanowień.
Ireneusz z Lyonu wspomina również, że Telesfor pozostawił po sobie „chlubne świadectwo”.
Wspomnienie liturgiczne obchodzone jest 2 stycznia, jakkolwiek początkowo było obchodzone 5 stycznia, w wyniku pomylenia daty śmierci papieża Telesfora z datą śmierci pewnego męczennika afrykańskiego. Cerkiew prawosławna wspomina go 22 lutego.